# Clethra petelotii
Clethra petelotii là một loài thực vật có hoa trong họ Clethraceae. Loài này được Dop & Troch.-Marq. mô tả khoa học đầu tiên năm 1932.